# Iuliu Șuteu
Iuliu Șuteu (n. 6 februarie 1921, Indiana, SUA – d. 1995, București, România) a fost un medic militar român, chirurg, care a ajuns până la gradul de general maior medic, în 1972.
Iuliu Șuteu s-a născut în SUA, într-o familie de țărani emigrați, în 1913 din Austro-Ungaria, Transilvania satul Tirimia Mare, în prezent județul Mureș. A revenit în România Mare în anul 1926, împreună cu părinții săi.
În perioada 1933-1940 a fost elev și șef de promoție al Liceului Militar Mihai Viteazul din Tg. Mureș, iar mai apoi, între 1940-1946, a urmat cursurile Facultății de Medicină din București, pe care le-a absolvit tot ca șef de promoție al Institutului de Medicină Militară.
Între anii 1945-1950 a lucrat ca preparator la Catedra de Anatomie și Embriologie, precum și la Clinica chirurgicală condusă de acad. Nicolae Hortolomei.
În perioada 1950-1952 a lucrat ca șef al serviciului de chirurgie din Spitalul Militar Brașov, apoi, în 1952, este numit medic primar la Spitalul Militar Central, secția I Chirugie.
Între anii 1953 și 1954 a participat la Războiul din Coreea, efectuând în acest interval de timp peste 5.000 de intervenții chirurgicale.
În perioada 1964-1975 a fost șef al Secției Chirurgie 1 din Spitalul Militar Central. În anul 1974 a devenit, prin concurs, Profesor universitar și Șef al Clinicii de Chirurgie din Spitalul de Urgență Floreasca. În perioada 1975-1985 a fost decan al Facultății de Medicină Militară a UMF București, părăsind Spitalul Militar pentru a se dedica activității universitare medicale. A fost înaintat la gradul de general-maior (cu o stea) la 27 decembrie 1972.
În 1977 a obținut doctoratul cu teza intitulată Studiul eficienței măsurilor complexe în vederea reducerii urmărilor și sechelelor după hepatita acută virală prin dispensarizare, conducători științifici fiind prof. dr. Ion Gavrilă și Marin Voiculescu.
În 1991 a fost ales membru titular al Academiei de Științe Medicale. În același an a fost numit de Guvernul României președinte al Crucii Roșii din România, pentru a elabora, în noile condiții sociale de după 1989, noul statut al acesteia, a reorganizat societatea și alegerile organelor de conducere din toată țara.
În 1991 a fost pensionat din învățământ pentru limită de vârstă.
A avut un fiu, compozitorul și profesorul Anton Șuteu.

## Distincții
- Medalia de aur conferită de Societatea internațională de chirurgie de urgență, în Italia, la Milano, în anul 1979.[3]

## In memoriam
La 22 ianuarie 2014 a fost dezvelită la Clinica de Urologie a Spitalului Militar Central o placă comemorativă purtând efigia generalului profesor dr. docent Iuliu Șuteu.

## Scrieri
- Iuliu Șuteu, O. Troianescu, Îndreptar de urgențe traumatologice, 555 p. Editura Medicală, 1975
- Shock: Pathology, metabolism, shock cell treatment, 1977
- Iuliu Șuteu; Constantin Văideanu; Virgil Constantinescu, Sindromul Chilaiditi, Editura Militară, 1979.
- Manualul grupei sanitare, 197 pagini, Editura Medicală, 1983
- Iuliu Șuteu și colaboratorii, Șocul - terminologie și clasificări - celula de șoc - fiziopatologie și terapeutică, ediția a II-a revizuită, 470 de pagini, Editura Militară, București, 1989,
- Iuliu Șuteu, Alexandru Ioan Bucur, Chirurgie generală: Elemente de fizio-patologie clinică și terapeutică; Curs universitar și postuniversitar, Institutul de Medicină și Farmacie București, 1983